# 贝瑞 (阿拉巴马州)
贝瑞（英文：Berry），是美国阿拉巴马州下属的一座城市。面积约为10.77平方英里（约合27.89平方公里）。根据2010年美国人口普查，该市有人口1,148人，人口密度为106.62/平方英里（约合41.16/平方公里）。